# 小田智之
小田 智之（おだ ともゆき、1979年5月19日 - ）は、静岡県浜松市出身の元プロ野球選手（内野手）。右投左打。

## 経歴
小学3年生で野球を始め、興誠高等学校では1年秋からレギュラーとなる。1997年の夏は3番・遊撃手として出場も県大会の決勝戦で敗退し、甲子園出場ならず。高校通算14本塁打。元広島東洋カープの林昌樹とは同級生で、俳優の野久保直樹は2学年後輩にあたる。1997年のドラフトで日本ハムから2位指名され、入団。
2003年にイースタン・リーグ2位の打率.347、9本塁打と安打を量産し、シーズン終盤に一軍に昇格してプロ初打点を挙げた。
2004年、プロ7年目にして開幕戦のスターティングメンバーに名を連ね（八番・指名打者）、4月3日にプロ初本塁打。この本塁打は同時に、日本ハム北海道移転後のチーム本拠地初本塁打となった。シーズン中盤には故障もあったが、左打者ながら左投手が得意な事から右投手相手でも左投手相手でも代打として度々起用された。小笠原道大の故障時やアテネオリンピックに派遣されていた間は、小笠原に代わって三番打者を務めた。規定打席には到達できなかったが77試合出場、打率.322と好成績を残し、特に後半戦に限ってはリーグ首位打者の大活躍を見せた。
2005年は自己最多の99試合に出場したが、前年4割近く打ち込んでいた左投手相手に打率.216と苦戦し、三振は急増。前半はまずまずの成績だったが後半不振に陥り、打率も.266と本来の力を出し切れなかった。
2006年、左の代打の切り札として活躍。本塁打は0本に終わったが、松坂大輔や斉藤和巳など大物投手に滅法強い事から「大物打ち」と呼ばれ、とりわけ渡辺俊介に対してはシーズン後半の不調時にさえ得意としていたほどであった。代打出塁率.322はリーグ2位。三振は減り、四球は増えてきた。しかし6月以降打率1割台とまったく打てず、この年も後半戦でつまずいた。また、オフに左ハムストリング慢性的炎症の手術を行ったため、翌2007年は春季キャンプからスロー調整となり、開幕二軍スタート。開幕から一軍の打線の調子が上がらず、まだ万全でない中で4月14日に一軍登録されるも、結果を残せず6月30日に抹消。8月17日に再び一軍登録されるも同27日に再度抹消され、結局打率.164と一軍定着以来最低の数字に終わった。
2008年4月24日、対オリックス戦で加藤大輔からプロ入り初のサヨナラ本塁打を放つ。またこの本塁打は公式戦では3年ぶりであり、その日のヒーローインタビューでは「手術してから、自分のバッティングができなくて苦しかった」と目を潤ませながら話した。その後も代打起用などで確実なバッティングを見せた。
2009年10月9日に現役引退を表明。10月10日に引退試合が行われ、最後の打席で安打を放って有終の美を飾った。試合後には引退セレモニーが行われた。
引退後は日本ハムのスコアラーを担当。2013年からは現場に復帰し、二軍打撃コーチを務めた。その後、2021年は一軍打撃コーチを務め、同年限りで退任し、2022年からはベースボールオペレーション部・打撃テクニカルアドバイザーを担当した。2024年からは再び現場に復帰し、ファーム打撃コーチを務める。

## 選手としての特徴
持ち前の巧みなバットコントロールは高校時代から評価が高かった。プロ入団後のチームメイトも「打撃の天才」と舌を巻くほどである。イチローを彷彿とさせる左の好打者で、最後まで体が開かずしっかり振りぬけるバッティングで長打力もあったことから、将来のレギュラー候補と期待された。
守備位置が主力打者と同じ（一塁または三塁）であることが多いため、二軍で高い実績を挙げていても一軍昇格のチャンスになかなか恵まれないでいた。一塁守備が決して下手な訳ではなかったが、足の状態・負担を考慮して、中盤～終盤に代走や守備固めと交代することが多かった。

## 詳細情報

### 年度別打撃成績
| 年 度     | 球 団     | 試 合 | 打 席 | 打 数 | 得 点 | 安 打 | 二 塁 打 | 三 塁 打 | 本 塁 打 | 塁 打 | 打 点 | 盗 塁 | 盗 塁 死 | 犠 打 | 犠 飛 | 四 球 | 敬 遠 | 死 球 | 三 振 | 併 殺 打 | 打 率 | 出 塁 率 | 長 打 率 | O P S |
| --------- | --------- | ----- | ----- | ----- | ----- | ----- | -------- | -------- | -------- | ----- | ----- | ----- | -------- | ----- | ----- | ----- | ----- | ----- | ----- | -------- | ----- | -------- | -------- | ----- |
| 2001      | 日本ハム  | 2     | 3     | 3     | 0     | 0     | 0        | 0        | 0        | 0     | 0     | 0     | 0        | 0     | 0     | 0     | 0     | 0     | 1     | 0        | .000  | .000     | .000     | .000  |
| 2002      | 日本ハム  | 5     | 7     | 7     | 0     | 1     | 0        | 0        | 0        | 1     | 0     | 0     | 0        | 0     | 0     | 0     | 0     | 0     | 1     | 1        | .143  | .143     | .143     | .286  |
| 2003      | 日本ハム  | 10    | 12    | 11    | 1     | 1     | 0        | 0        | 0        | 1     | 1     | 0     | 0        | 0     | 0     | 1     | 0     | 0     | 2     | 1        | .091  | .167     | .091     | .258  |
| 2004      | 日本ハム  | 77    | 258   | 230   | 30    | 74    | 19       | 2        | 8        | 121   | 31    | 2     | 1        | 1     | 3     | 18    | 0     | 6     | 51    | 5        | .322  | .381     | .526     | .907  |
| 2005      | 日本ハム  | 99    | 290   | 259   | 29    | 69    | 14       | 0        | 5        | 98    | 27    | 3     | 1        | 2     | 5     | 23    | 1     | 1     | 79    | 1        | .266  | .323     | .378     | .701  |
| 2006      | 日本ハム  | 67    | 89    | 81    | 3     | 22    | 5        | 0        | 0        | 27    | 10    | 0     | 0        | 0     | 0     | 6     | 1     | 2     | 20    | 2        | .272  | .337     | .333     | .670  |
| 2007      | 日本ハム  | 34    | 79    | 73    | 3     | 12    | 4        | 0        | 0        | 16    | 3     | 0     | 0        | 1     | 0     | 5     | 0     | 0     | 12    | 1        | .164  | .218     | .219     | .437  |
| 2008      | 日本ハム  | 64    | 153   | 141   | 13    | 41    | 5        | 0        | 3        | 55    | 16    | 0     | 0        | 1     | 0     | 11    | 2     | 0     | 33    | 3        | .291  | .342     | .390     | .732  |
| 2009      | 日本ハム  | 1     | 1     | 1     | 0     | 1     | 0        | 0        | 0        | 1     | 0     | 0     | 0        | 0     | 0     | 0     | 0     | 0     | 0     | 0        | 1.000 | 1.000    | 1.000    | 2.000 |
| 通算：9年 | 通算：9年 | 359   | 892   | 806   | 79    | 221   | 47       | 2        | 16       | 320   | 88    | 5     | 2        | 5     | 8     | 64    | 4     | 9     | 199   | 14       | .274  | .331     | .397     | .728  |

### 年度別守備成績
| 年 度 | 球 団    | 一塁  | 一塁  | 一塁  | 一塁  | 一塁  | 一塁     | 二塁  | 二塁  | 二塁  | 二塁  | 二塁  | 二塁     | 三塁  | 三塁  | 三塁  | 三塁  | 三塁  | 三塁     |
| 年 度 | 球 団    | 試 合 | 刺 殺 | 補 殺 | 失 策 | 併 殺 | 守 備 率 | 試 合 | 刺 殺 | 補 殺 | 失 策 | 併 殺 | 守 備 率 | 試 合 | 刺 殺 | 補 殺 | 失 策 | 併 殺 | 守 備 率 |
| ----- | -------- | ----- | ----- | ----- | ----- | ----- | -------- | ----- | ----- | ----- | ----- | ----- | -------- | ----- | ----- | ----- | ----- | ----- | -------- |
| 2001  | 日本ハム | -     | -     | -     | -     | -     | -        | -     | -     | -     | -     | -     | -        | 2     | 0     | 1     | 0     | 0     | 1.000    |
| 2002  | 日本ハム | -     | -     | -     | -     | -     | -        | -     | -     | -     | -     | -     | -        | 4     | 1     | 2     | 0     | 0     | 1.000    |
| 2003  | 日本ハム | 1     | 1     | 0     | 0     | 0     | 1.000    | 1     | 4     | 3     | 1     | 0     | .875     | 5     | 0     | 0     | 0     | 0     | .---     |
| 2004  | 日本ハム | 29    | 207   | 16    | 1     | 24    | .996     | -     | -     | -     | -     | -     | -        | 8     | 0     | 11    | 1     | 1     | .917     |
| 2005  | 日本ハム | 68    | 494   | 33    | 2     | 64    | .996     | 1     | 1     | 0     | 1     | 0     | .500     | 2     | 4     | 2     | 0     | 0     | 1.000    |
| 2006  | 日本ハム | 10    | 64    | 3     | 0     | 8     | 1.000    | -     | -     | -     | -     | -     | -        | 1     | 0     | 0     | 0     | 0     | .---     |
| 2007  | 日本ハム | 16    | 117   | 4     | 0     | 6     | 1.000    | -     | -     | -     | -     | -     | -        | -     | -     | -     | -     | -     | -        |
| 2008  | 日本ハム | 40    | 244   | 8     | 0     | 15    | 1.000    | -     | -     | -     | -     | -     | -        | -     | -     | -     | -     | -     | -        |
| 通算  | 通算     | 164   | 1127  | 64    | 3     | 117   | .997     | 2     | 5     | 3     | 2     | 0     | .800     | 22    | 5     | 16    | 1     | 1     | .955     |

### 記録
初記録
- 初出場：2001年10月1日、対西武ライオンズ28回戦（西武ドーム）、5回表に片岡篤史の代走として出場
- 初先発出場：2002年10月3日、対千葉ロッテマリーンズ26回戦（千葉マリンスタジアム）、7番・三塁手として先発出場
- 初安打：同上、2回表にネイサン・ミンチーから三塁内野安打
- 初打点：2003年9月21日、対福岡ダイエーホークス26回戦（福岡ドーム）、3回表にブランドン・ナイトから左前適時打
- 初本塁打：2004年4月3日、対西武ライオンズ2回戦（札幌ドーム）、8回裏に小谷野栄一の代打として出場、小野寺力から右越ソロ
- 初盗塁：2004年4月25日、対福岡ダイエーホークス6回戦（札幌ドーム）、7回裏に二盗（投手：新垣渚、捕手：城島健司）

### 背番号
- 51（1998年 - 2006年）
- 9（2007年 - 2009年）
- 77（2013年 - 2021年）
- 75（2024年 - ）